# Gustav Dahms

Gustav Dahms

Gustav Dahms (* 29. November 1853 in Müncheberg, Provinz Brandenburg, Königreich Preußen; † 29. November 1901 in Ägypten) war ein deutscher Chefredakteur von Modezeitschriften in Berlin.

## Leben
Gustav Dahms studierte Philologie in Berlin. Danach war er als Hauslehrer tätig. Spätestens seit 1885 lebte er als Zeitungsredakteur in Berlin. Seit etwa 1894 leitete Gustav Dahms Modezeitschriften.
Außerdem war er um 1900 gerichtlicher Sachverständiger für literarische Angelegenheiten und illustrierte Zeitungen in Berlin und Schriftführer der Pensionsanstalt Deutscher Journalisten und Schriftsteller im Ortsverband Berlin.
Dahms reiste 1901 zu Kuren in mehrere Länder. Im November starb er in Ägypten.
Gustav Dahms engagierte sich für die Verbesserung der Lebenssituation von Frauen und Mädchen. Im persönlichen Umgang wirkte er freundlich, aber auch unverbindlich.

## Publizistisches Schaffen

### Übersicht
Gustav Dahms schrieb für die Deutsche Illustrirte Zeitung (um 1886) und leitete danach Die elegante Mode (um 1894), Der Bazar. Die illustrirte Damen-Zeitung (1896–1898), die Große Modenzeitung (1898), alle von der Bazar-Actien-Gesellschaft, sowie Die Woche (1899–1901).
Außerdem verfasste er einen ausführlichen Überblick über das Pressewesen in Berlin und gab eine viel beachtete Sammelreihe über die schwierige soziale Situation von Frauen in seiner Zeit heraus. (Er schrieb auch unter den Pseudonymen K. Mittelstädt, Max Jagow, Edgar Steinhagen und Feodor Damidow.)

### Theaterstücke
Gustav Dahms verfasste mehrere belletristische Werke, von denen nur Frau Stadträthin heute noch nachweisbar ist.
- Frau Stadträthin. Schwank. Entsch, Berlin 1886
- Nach der Hochzeit. 1887.
- Onkel Fritz. 1888.
- Napoleon I. in Rußland 1893.

### Herausgeber
- Illustrirte Festschrift für Berlin 1890
- Germania. Deutsche Dichter der Gegenwart in Wort und Bild. Paetel, Berlin 1891
- Das litterarische Berlin. Illustriertes Handbuch der Presse in der Reichshauptstadt. Taendler, Berlin 1895. Textarchiv – Internet Archive Auszüge

- Der Existenzkampf der Frau im modernen Leben. Taendler, Berlin, 1895–1896.
  - 1. Gustav Dahms: Die Frau im Staats- und Gemeindedienst.
  - 2. Paul Schlenther: Der Frauenberuf im Theater
  - 3. Martha Haushofer: Die Ehefrage im deutschen Reich
  - 4. Georg Buß: Die Frau im Kunstgewerbe
  - 5. Emilie Kempin: Die Rechtsstellung der Frau
  - 6. Carl Krebs: Die Frauen in der Musik
  - 7. Julius Meyer, Josef Silbermann: Die Frau im Handel und Gewerbe
  - 8. Georg Voß: Die Frauen in der Kunst
  - 9. Max Osborn: Die Frauen in der Litteratur und der Presse
  - 10. Käthe Schirmacher: Herrenmoral und Frauenhalbheit